# Taringgul Tengah
Taringgul Tengah is een bestuurslaag in het regentschap Purwakarta van de provincie West-Java, Indonesië. Taringgul Tengah telt 3446 inwoners (volkstelling 2010).